# Pista del Portell

La Pista del Portell, respecte del terme d'Abella de la Conca

La Pista del Portell és un antic camí de bast que unia Abella de la Conca amb Carreu a través del Portell o Collada de Gassó. Discorre pels termes municipals d'Abella de la Conca i Conca de Dalt (antic terme d'Hortoneda de la Conca), al Pallars Jussà.
En l'actualitat és una pista de muntanya, només apta per a vehicles tot terreny, i d'accés restringit perquè es troba dins de l'Espai d'interès natural Serra de Boumort, dins de la Reserva Nacional de Caça de Boumort.
Arrenca del Camí de Carreu al nord de les Gargalles Altes, i es va enfilant pel vessant nord de la Serra de Carreu. Travessa el Clot dels Avellaners, ressegueix l'Obaga d'Herba-savina i va a buscar l'extrem nord de la Pala de la Tellera. Al cap de poc ateny les Collades de Dalt i travessa la partida de les Collades de Dalt. Sempre en direcció oest-sud-oest, però canviant sovint de direcció per fer els revolts que li permeten guanyar alçada, al cap de poc arriba al seu punt de màxima altitud, la Collada de Gassó.
Un cop al Portell de Gassó, que li dona nom, trenca cap al sud, per anar a cercar la Bernada. Poc després torç cap al sud-oest, fins que arriba al Pas la Vena, on s'adreça encara més cap a ponent fins que a prop de l'Espluga de les Egües torna a emprendre cap al sud, sempre davallant. Quan arriba al costat del Serrat Redó, torna a canviar de direcció: ara cap al sud-est, fins que arriba a la Collada Pelosa, on enllaça amb el Camí de la Collada.
Dins del terme d'Abella de la Conca travessa les partides de les Collades, la Bernada i Carreu.

## Etimologia
Es tracta d'un topònim romànic modern, de caràcter descriptiu: aquesta pista mena al Portell de Gassó.